# У
La У, minuscolo у, chiamata u, è una lettera dell'alfabeto cirillico. Rappresenta la vocale non iotizzata IPA /u/.
| Lettera cirillica | Pronuncia IPA | Trascrizione scientifica | Trascrizione inglese | Trascrizione tedesca | Trascrizione francese |
| ----------------- | ------------- | ------------------------ | -------------------- | -------------------- | --------------------- |
| У                 | /u/           | u                        | u                    | u                    | ou                    |